# Národní park Los Katíos
Národní park Los Katíos je národní park v severozápadní Kolumbii (departementy Chocó a Antioquia). V roce 1994 byl park pro svou výjimečnou rozmanitost rostlinných a živočišných druhů přijat mezi přírodní památky světového dědictví UNESCO. Pokrývá plochu o rozloze 720 km² a je součástí tropického pásu deštného pralesa Darién. Nachází se na panamsko-kolumbijské hranici; na panamské straně na něj navazuje tamní národní park Darién, taktéž světové přírodní dědictví UNESCO.

## Přírodní podmínky
Park se nachází v nadmořské výšce od 50 do 600 m n. m., průměrný roční srážkový úhrn se pohybuje od 2000 do 4300 mm, teplota pak 27°C. Velká část parku se rozprostírá v pohoří Serranía da Tacarcuna, nachází se zde mokřady a bažiny (např. Ciénaga del Cacarica, Ciénaga de Tumaradó).